# Veli Torun
Veli Torun (* 20. Februar 1988 in Altındağ) ist ein türkischer Fußballspieler, der für Kahramanmaraşspor spielt.

## Karriere

### Vereinskarriere
Veli Torun begann mit dem Vereinsfußball in der Jugend Emlak Bank SK. Anschließend spielte er für die Jugend von Karşıyaka Güven SK und wechselte 2002 in die Jugend von MKE Ankaragücü. Im Sommer 2007 erhielt er dort einen Profi-Vertrag, spielte aber weiterhin überwiegend für die Reservemannschaft.
Für die Rückrunde lieh man ihn an den Drittligisten Orhangazispor aus. Die Rückrunde der Saison 2010/11 verbrachte er ebenfalls als Leihspieler beim Viertligisten Hatayspor.
Ab der Winterpause der Saison 2010/11 spielte er als Leihgabe beim Viertligisten Yozgatspor. Nachdem Ankaragücü in den ersten Wochen der Saison 2011/12 in finanzielle Engpässe geriet und über lange Zeit die Spielergehälter nicht zahlen konnte, trennten sich viele Spieler. Torun wurde daraufhin vorzeitig zurückgeholt und kam in der Rückrunde, durch den Spielermangel begünstigt, nahezu immer als Stammspieler zum Einsatz.
Zur Saison 2012/13 wechselte er zum türkischen Zweitligisten Kayseri Erciyesspor. Für die Rückrunde der Saison 2012/13 wurde er an den Zweitligisten Karşıyaka SK ausgeliehen. Am letzten Tag der Sommertransferperiode 2013 wechselte Torum zum Drittligisten MKE Ankaragücü. Zur Winterpause wechselte er dann zum Zweitligisten Kahramanmaraşspor.